# Réfugiés afghans

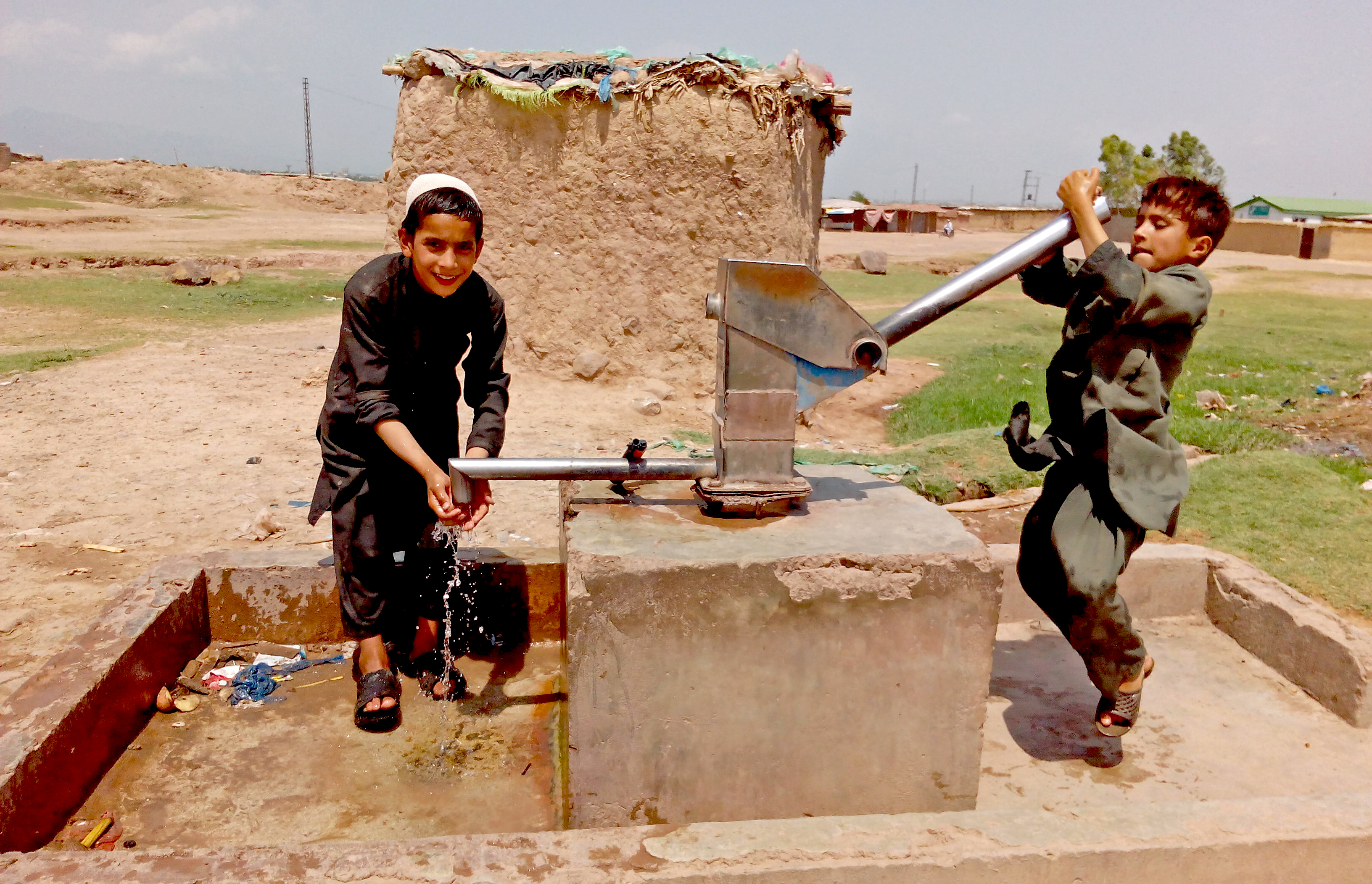
Enfants afghans près d'Islamabad, la capitale du Pakistan, en 2017.

Les réfugiés afghans forment l'un des plus importants groupes de réfugiés à l'échelle internationale. Le nombre de réfugiés afghans immigrant dans les pays industrialisés a baissé de 80 % entre 2001 et 2004, passant de 54 000 en 2001, année de la chute du régime des talibans due à l'intervention militaire américaine, puis à celle de la Force internationale d'assistance et de sécurité, à moins de 9 000 en 2004.

## Les réfugiés afghans jusqu'à 2001[2]
L'instauration du régime communiste (1978), l'intervention soviétique (1979-1988), puis la guerre civile (1989-2001) et la guerre d'Afghanistan (1996-2001) ont  provoqué l'exil de millions d'Afghans (nonobstant les déplacés internes), parfois pris en charge par le HCR (Haut Commissariat des Nations unies pour les réfugiés), et quelquefois cantonnés dans une situation d'illégalité. Ainsi, dans les années 1990, plus de 6 millions d'Afghans s'étaient exilés, principalement vers l'Iran et surtout le Pakistan. Début 2001, 2,5 millions d'entre eux se trouvaient dans ces deux pays, répartis dans plusieurs centaines de camps de réfugiés, dont certains construits en dur .

## Les réfugiés de 2001 à 2020

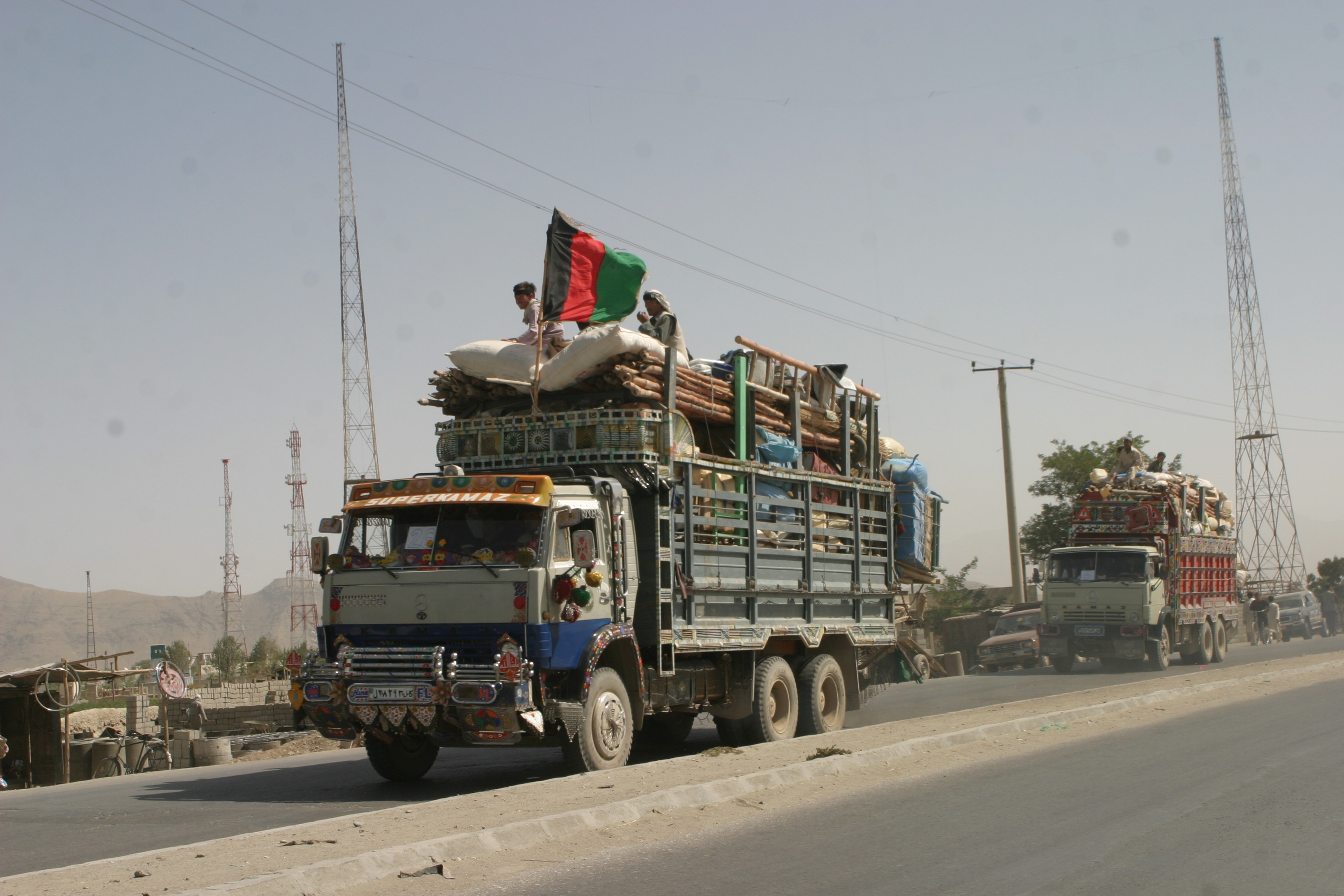
Réfugiés afghans quittant le Pakistan en 2004.

En 2002, plus de deux millions d'Afghans avaient regagné leur pays à la suite de la chute des talibans, représentant le plus grand rapatriement de réfugiés depuis les années 1970 .
En 2009, les réfugiés afghans sont dans leur ultra-majorité répartis en Asie centrale : 1,9 million demeurent au Pakistan, 935 000 en Iran (en juin 2009; contre environ deux millions en 2000), d'autres sont en Turquie, etc. En septembre 2008, 250 000 d'entre eux avaient regagné l'Afghanistan, parfois avec l'aide financière du HCR, retours « motivés, selon le HCR, du moins en
partie par l’augmentation du coût de la vie dans les pays d’asile. »  En revanche, de janvier 2008 à décembre 2009, plus de 3 600 Afghans s'étaient exilés au Tadjikistan selon le HCR .
12 600 demandes d'asile ont été faites par des Afghans, en 2008, dans des États de l'UE (soit 5 % des demandes totales), avec des taux de réussite variant entre 3 % (Lettonie) et 20 % (Danemark) selon les États .
En juillet 2005, à la suite d'une réunion à Évian-les-Bains des ministres de l'Intérieur du G5 (Allemagne, Espagne, France, Italie, Royaume-Uni), un charter a expulsé vers l'Afghanistan 40 déboutés du droit d'asile, mesure qui avait fortement été critiquée par un certain nombre d'associations (Gisti, Anafé, LDH, MRAP, ATMF , Amnesty International, Cimade , etc.), de partis politiques (PCF, Verts, LCR ) ainsi que par le commissaire européen aux droits de l'homme, Alvaro Gil-Robles, qui écrivait dans un rapport « sur le respect effectif des droits de l'homme en France » : « Une telle mesure avait pourtant été fortement critiquée par la Commission Nationale de Déontologie et de Sécurité et jugée contraire au droit français par le Conseil d'État. » .
Le ministre Éric Besson ordonne en septembre 2009 la fermeture du camp improvisé de Calais, sept ans après la fermeture de Sangatte par le ministre de l'Intérieur Sarkozy, qui abritait de nombreux exilés afghans.
À partir de juillet 2016, Les autorités pakistanaises, qui n'ont pas signé la convention relative au statut des réfugiés, ont mené une campagne caractérisée par des abus et des menaces afin de forcer, en date de février 2017, près de 600 000 Afghans à quitter le pays depuis selon Human Rights Watch. Parmi les rapatriés figurent 365 000 personnes qui avaient été enregistrées en tant que réfugiés, ce qui signifie qu’il s’agit du rapatriement forcé le plus massif observé dans le monde au cours des dernières années.
En décembre 2020, le nombre de réfugiés afghans est estimé à 1,4 million au Pakistan et 780 000 en Iran.

## Les réfugiés depuis 2021

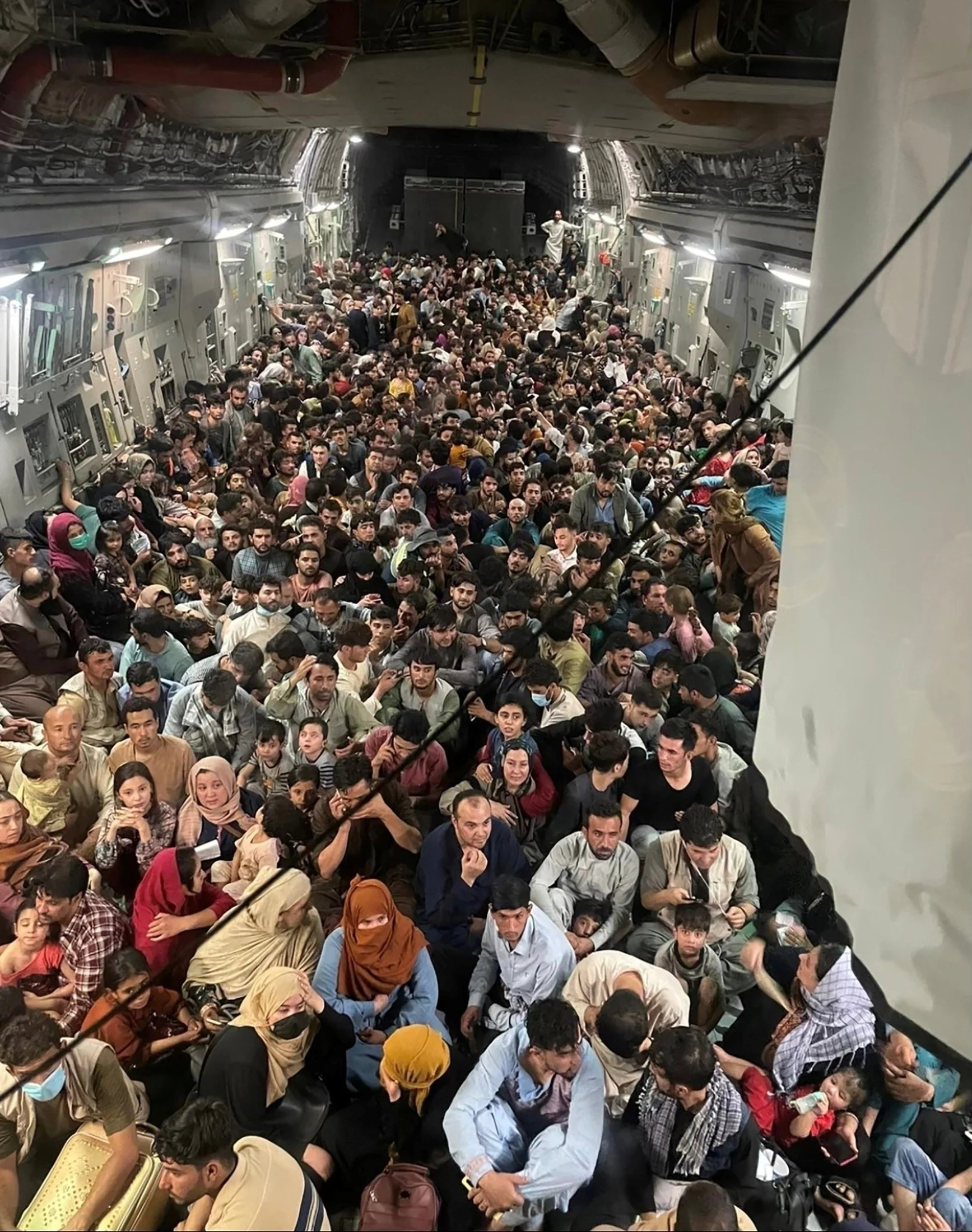
Un avion de transport militaire C-17 évacuant 823 passagers hors de Kaboul le 15 août 2021.

À la suite de la reprise du pouvoir par les Talibans, lors de l'évacuation d'Afghanistan en 2021, plus de 122 000 personnes dont une immense majorité d'afghans sont évacués par un pont aérien international. 600 000 personnes se seraient réfugiées au Pakistan entre août 2021 et 2023.
Selon un rapport HRW de mars 2023, environ 2 400 à 2 700 ressortissants afghans ont été arbitrairement détenus par les autorités des ÉAU dans la «Emirates Humanitarian City». Les Émirats arabes unis doivent libérer de toute urgence les personnes détenues arbitrairement et donner accès à des processus équitables et efficaces pour déterminer leur statut et leurs besoins de protection,.
Le 3 octobre 2023, les autorités pakistanaises donne comme date butoir aux migrants en situation irrégulière - dans l’immense majorité des Afghans - pour quitter d’eux-mêmes le pays, sans quoi ils seraient expulsés, le 1er novembre 2023. Au 15 décembre, environ 60 000 Afghans ont quitté le Pakistan au.
Le 26 octobre 2023, le gouvernement du Pakistan annonce l'ouverture de 49 centres de rétention  pour 1,7 million d'Afghans qui sont en situation irrégulière. À partir du 1er novembre 2023, ils seront expulsables et n'ont le droit d'emporter avec eux qu'un nombre limité d'effets personnels et une somme maximum équivalant à 178 dollars américains. Ils doivent laisser leur bétail derrière eux. A cette date, environ 1,3 million d'Afghans ont le statut de réfugiés et 880 000 autres ont les papiers nécessaires pour demeurer au Pakistan, selon les Nations unies. Plus de 165 000 ont quitté le Pakistan avant la date de l'ultimatum. Mi-décembre 2023, quelque 15 000 Afghans traversent la frontière chaque jour et on estime que 450 000 d'entre eux sont déjà partis.
En 2024, quelque 800 000 Afghans étaient rentrés dans leur pays d'origine, certains étant au Pakistan depuis les années 1960 et nombreux étant nés au Pakistan.
En 2025, le Pakistan continue cette politique, les relations avec les Talibans afghans se dégradant. Le ministère de l'intérieur pakistanais annonce avoir expulser 100 529 afghans depuis le 1er avril 2025.
L'Iran à durant les six premiers de 2025 expulsés un million et demi d'afghans, dont plus 410 000 au 22 juillet 2025 depuis la fin de la guerre Israël-Iran
Le 15 juillet 2025, le Tadjikistan débute également une vague massive d'expulsions de réfugiés afghans.